# Lista najwyższych budynków w Austin
Austin jest miastem w Teksasie w Stanach Zjednoczonych. Jest to jedno z największych miast w kraju, lecz nie największych skupisk wieżowców. Dwa wieżowce, The Independent i The Austonian, przekraczają 200 metrów.

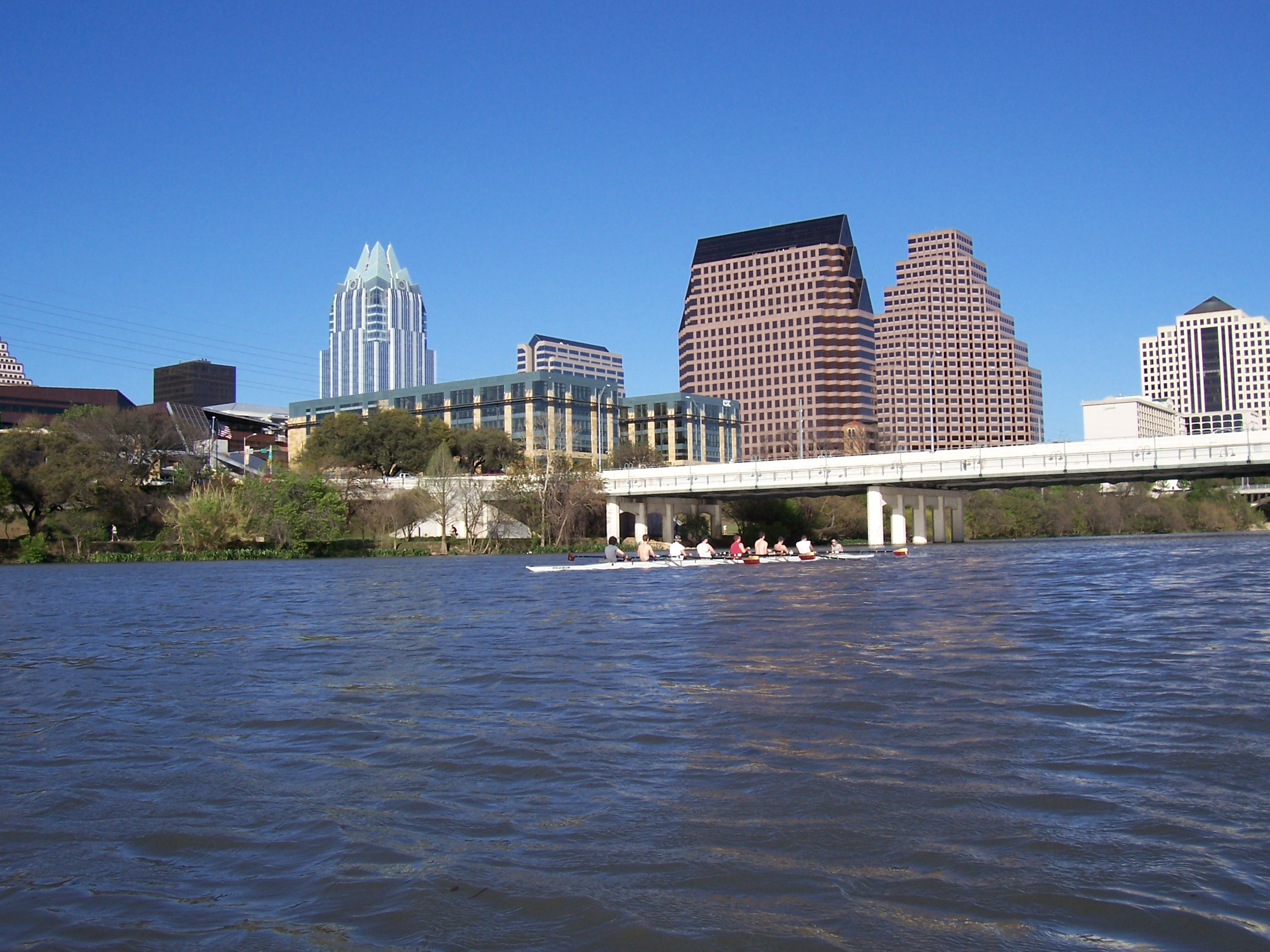
Wieżowce, od lewej: Frost Bank Tower, 100 Congress, One Congress Plaza, San Jacinto Center

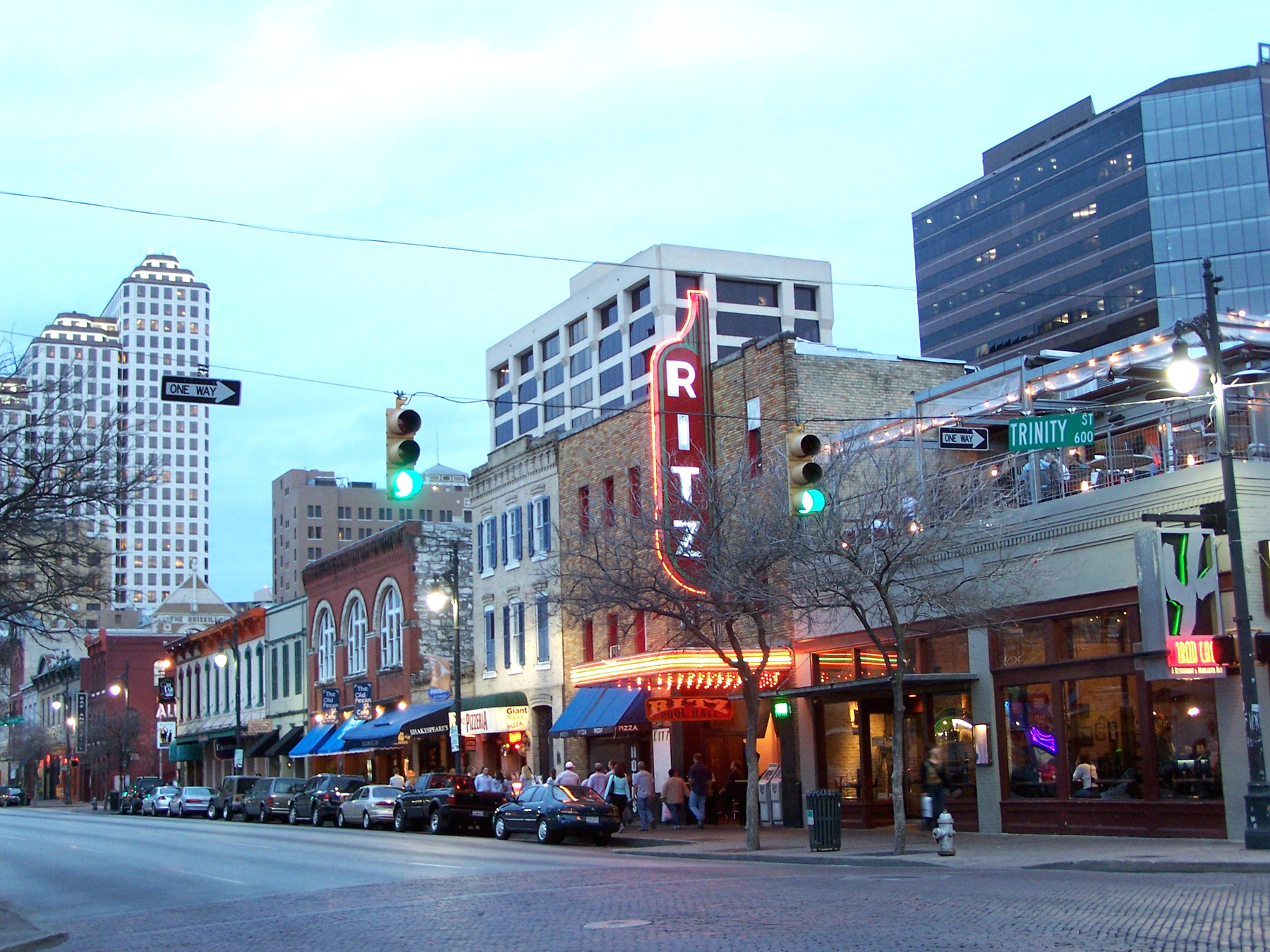
Sixth Street

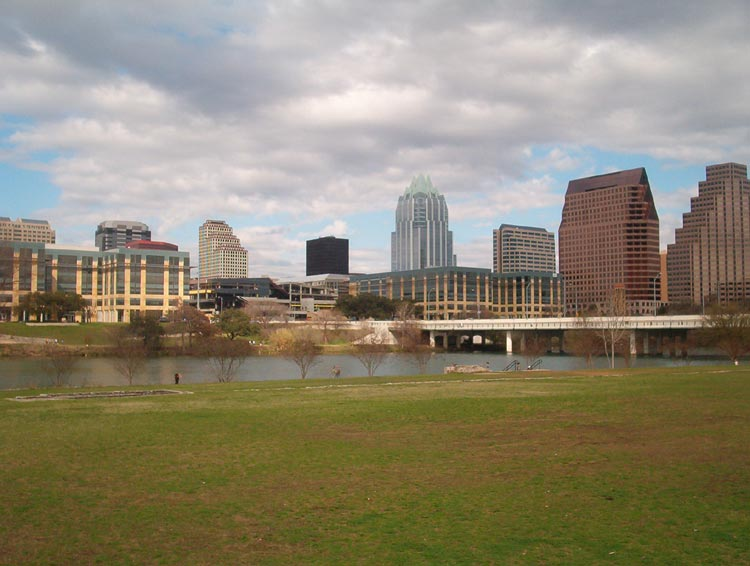
Panorama Austin

## Lista najwyższych budynków
| Ranking | Budynek                         | Wysokość strukturalna | Liczba pięter | Rok ukończenia |
| ------- | ------------------------------- | --------------------- | ------------- | -------------- |
| 1       | The Independent                 | 211 m                 | 58            | 2019           |
| 2       | The Austonian                   | 208 m                 | 56            | 2010           |
| 3       | Fairmont Austin                 | 181 m                 | 37            | 2018           |
| 4       | 360 Condominiums                | 172 m                 | 43            | 2008           |
| 5       | Frost Bank Tower                | 157 m                 | 33            | 2004           |
| 6       | W Austin Hotel and Residences   | 146 m                 | 37            | 2010           |
| 7       | Fifth & West Residences         | 140 m                 | 39            | 2018           |
| 8       | Spring                          | 132 m                 | 43            | 2009           |
| 9       | The Northshore                  | 129 m                 | 38            | 2016           |
| 10      | The Bowie                       | 129 m                 | 37            | 2015           |
| 11      | 70 Rainey                       | 128 m                 | 37            | 2019           |
| 12      | The Ashton                      | 126 m                 | 34            | 2009           |
| 13      | JW Marriott Hotel               | 124 m                 | 32            | 2015           |
| 14      | Four Seasons Residences         | 122 m                 | 32            | 2010           |
| 15      | One American Center             | 122 m                 | 32            | 1984           |
| 16      | One Congress Plaza              | 121 m                 | 30            | 1987           |
| 17      | Austin Hilton Convention Center | 115 m                 | 31            | 2004           |